# Shamrock Park
Pour les articles homonymes, voir Shamrock.
Le Shamrock Park est un stade de football situé à Portadown dans le Comté d'Armagh en Irlande du Nord.
C’est le stade résident du club de la ville Portadown Football Club qui joue en première division nord-irlandaise et qui en est aussi le propriétaire.

## Histoire
Shamrock Park possède actuellement une capacité d’accueil de 8 000 places dont 3 500 assises. Il comprend trois tribunes. Le club propriétaire y conduit actuellement de gros travaux d’agrandissement et de modernisation.
Une nouvelle tribune de 1 840 places assises a été construite pour un coût global de 1.8 million de livres sterling. Le terrain en lui-même a été déplacé de quelques mètre vers la tribune principale afin de garantir une meilleure vue aux spectateurs quelle que soit leur place dans le stade. Le lumières du stade ont été changées par de puissants projecteurs ayant une puissance de 800Lux.
Grâce à toutes ces transformations, la fédération nord-irlandaise, l’Association irlandaise de football, lui a reconnu la capacité d’accueillir des matchs internationaux pour les équipes nationales de moins de 21 ans et moins de 19 ans. Le premier match international s’y est déroulé le 31 mars 2009. Il s’agissait d’une rencontre de moins de 21 ans entre l’équipe d’Ukraine et celle d’Irlande du Nord.
Dans ce stade s’est aussi tenu des manifestations de stock-car.